# Jázon
A Jázon görög mitológiai eredetű férfinév, jelentése gyógyulást hozó.

## Gyakorisága
Az 1990-es években szórványos név, a 2000-es években nem szerepel a 100 leggyakoribb férfinév között.

## Névnapok
- március 21.[2]

## Híres Jázonok
- Rigó Jázon, a volt szegedi Juhász Gyula Tanárképző Főiskola tanára, filozófus, információtörténész